# 雑嚢
雑嚢（ざつのう）は、「雑多な物」を収納することを目的とした鞄の一種。

## 軍用
軍隊では、多くに分けて二種類、小型のリュックサックや、2way使用できるいわゆるハバーザックと、腰に下げるベルトバッグがある。前者がイギリス軍、アメリカ軍に近く、後者はドイツ国防軍が使用しているものに近い。